# Tagkopf
Der Tagkopf ist ein 2084 m ü. A. hoher Berg in der Goldberggruppe der Zentralalpen im österreichischen Bundesland Salzburg.

## Lage und Umgebung
Der Gipfel des Tagkopfs erhebt sich in der Gemeinde Dorfgastein an der Grenze zwischen den Katastralgemeinden Dorfgastein und Klammstein. Zu den Bergen in der Umgebung gehören der 2154 m ü. A. hohe Kar-Katzenkopf im Nordwesten, die 2129 m ü. A. hohe Mooseckhöhe im Westen und das 2045 m ü. A. hohe Wetterkreuz im Südwesten. Im Tal zwischen dem Tagkopf und der Mooseckhöhe hat der Präaualmbach, ein linksseitiger Nebenbach des Luggauer Bachs, seinen Ursprung. Mit dem Präaugraben und dem Zechergrabenbach entspringen außerdem zwei linksseitige Nebenbäche der Gasteiner Ache am Tagkopf.
An den östlichen Ausläufern steht der Einzelhof Präaugut in der Ortschaft Luggau. Zur Ortschaft Luggau gehören außerdem die Krinalm  und die Steindlalm an den östlichen Hängen, die Astenalm und die Alm der Stöcklhütte an den südöstlichen Hängen sowie die Präaualm an den südwestlichen Hängen. Die Kokaseralm ist Teil der Ortschaft Unterberg und die Strohlehenalm Teil der Ortschaft Dorfgastein. Die beiden letztgenannten Almen befinden sich an den nordöstlichen Hängen.
Zwischen dem Tagkopf und der Mooseckhöhe verläuft der Weitwanderweg Salzburger Almenweg. Am Tagkopf gibt es eine Stempelstelle für Wandernadeln des Österreichischen Alpenvereins (ÖAV). Der Berg zählt zu den 55 Gipfeln des Gasteinertals, für deren vollständige Besteigung der Gasteiner Gipfelkranz vergeben wird, die höchste Klasse der Gasteiner Wandernadeln des ÖAV.

## Geologie
Der Gipfelbereich des Tagkopfs ist von Phyllit, Quarzit und Brekzien des Tauernfensters (Penninikum) geprägt. Daran schließen im Norden Marmor, Phyllit und Glimmerschiefer an.

## Fauna und Flora
Die Rotwild-Ruhezone an den südöstlichen Hängen darf von 1. November bis 31. Mai nicht betreten werden. In Gipfelnähe finden sich Heidelbeeren.